# Fernando Calpena
Fernando Calpena es un personaje galdosiano, importante en el hilo conductor de la tercera serie de los Episodios nacionales, aunque no oficia como protagonista principal en algunos de sus episodios.
A pesar de su carácter literario de perfil romántico, Fernandito Calpena queda lejos del héroe novelesco de la primera serie –Gabriel Araceli–, o el Salvador Monsalud de la segunda, aunque sí cumple como ellos, la trayectoria del mito que Galdós le otorga en la ficción folletinesca. Para galdosistas como Pedro Ortiz-Armengol, la estampa de Calpena no tiene nada que envidiar a similares tipos de Balzac.

Calpena.- Yo no tengo padres. No los he conocido nunca.

Hillo.- Entonces tendrá usted tíos.
Calpena.- Tampoco. Yo me crié en Vera, en casa de un sacerdote, que murió hace tres años. Sus hermanos me mandaron a París. [...]
Hillo.- ¿Tiene usted aquí familia, parientes, amigos...?

Calpena.- No lo sé... Creo que no..., creo que sí.
Mendizábal, capítulo III 

Compañero de fatigas del clérigo liberal Pedro Hillo –una especie de Sancho– a lo largo de los tres años que cubren el periodo histórico de la primera guerra carlista, enamorado primero de Aura Negretti y pretendiente luego de Demetria Castro, Calpena –alias “Telémaco”– esconde a lo largo de la tercera  serie un oscuro pasado familiar cuyo desenlace le desvela hijo de la noble Pilar de Loaysa y del príncipe polaco José Poniatowsky.